# Марсей-ан-Бовези
Марсей-ан-Бовези (фр. Marseille-en-Beauvaisis) — поселок на севере Франции, в департаменте Уаза. Находится в регионе О-де-Франс, округ Бове, кантон Гранвилье, в 47 км к юго-западу от Амьена и в 20 км к северо-западу от Бове, в 19 км от автомагистрали А16 "Европейская".
Население (2018) — 1 476 человек.

## Достопримечательности
- Церковь Святого Мартина XIII. В церкви хранятся доспехи короля Франциска I.
- Часовня Святой Гостии XVI века рядом с церковью. По легенде, на Рождество 1532 года из церкви были украдены святые дары и обнаружены через несколько дней в пакете поблизости. Место было объявлено святым, сюда стали стекаться больные и чудесным образом исцеляться от различных заболеваний. На месте находки была построена часовня.

## Экономика
Уровень безработицы (2017) — 19,0 % (Франция в целом — 13,4 %, департамент Уаза — 13,8 %). 

Среднегодовой доход на 1 человека, евро (2018) — 19 810 (Франция в целом — 21 730, департамент Уаза — 22 150).

## Демография
Динамика численности населения, чел.

## Администрация
Пост мэра Марсей-ан-Бовези с 2020 года занимает Сандрин Сирье (Sandrine Cirier). На муниципальных выборах 2020 года возглавляемый ею список был единственным.
| Период | Период | Фамилия          | Партия                               | Примечания  |
| ------ | ------ | ---------------- | ------------------------------------ | ----------- |
| 1983   | 2001   | Морис Вандермерш |                                      |             |
| 2001   | 2020   | Мари Дюбю        | Социалистическая партия Разные левые | учительница |
| 2020   |        | Сандрин Сирье    |                                      |             |